# 塞缪尔·威廉森
塞缪尔·威廉森（英語：Samuel Williamson，1997年12月19日—），澳大利亚男子游泳运动员，主攻蛙泳。他曾代表澳大利亚参加2022年英联邦运动会游泳比赛，获得一枚金牌、二枚银牌和一枚铜牌。